# Jesús Unanua Becerril
Jesús Unanua (Pamplona, 23 de juny de 1969) és un futbolista navarrès, que juga de porter. Va ser el guardameta menys golejat de totes les categories estatals la temporada 07/08 i el jugador de més edat a la Segona Divisió 08/09.

## Trajectòria
Sorgit del planter del CA Osasuna, debuta amb el primer equip a la 89/90. Tot i sortir en 13 ocasions eixe any, va ser suplent de Roberto primer i de López Vallejo després, fins al 1996. La 92/93 va marxar cedit a l'Albacete Balompié, on juga 13 partits.
La temporada 96/97 fitxa pel CD Leganés, de Segona Divisió. El seu primer any va ser suplent, però va assolir la titularitat a la campanya següent, per a jugar només mitja temporada de la temporada 98/99. L'estiu de 1999 fitxa pel Vila-real CF, amb qui puja a primera divisió. Va ser suplent les quatre temporades que hi va romandre a l'equip valencià, disputant tan soles tres partits de lliga.
Després de passar pel Xerez CD, la temporada 04/05 fitxa per l'Elx CF. En ambdós equips seria titular. El 2006 marxa a l'Alacant CF, amb qui puja a Segona Divisió.

## Clubs
- 1989/1992 Osasuna
- 1992/1993 Albacete
- 1996/1999 Leganés
- 1999/2003 Vila-real
- 2003/2004 Xerez
- 2004/2006 Elx
- 2006/2009 Alacant